# Pseuduvaria oxycarpa
Pseuduvaria oxycarpa är en kirimojaväxtart som först beskrevs av Jacob Gijsbert Boerlage och Sijfert Hendrik Koorders, och fick sitt nu gällande namn av Yvonne C.F. Su och Richard M.K. Saunders. Pseuduvaria oxycarpa ingår i släktet Pseuduvaria och familjen kirimojaväxter. Inga underarter finns listade i Catalogue of Life.